# Saint-Jean-de-Bœuf
Saint-Jean-de-Bœuf é uma comuna francesa na região administrativa da Borgonha-Franco-Condado, no departamento de Côte-d'Or. Estende-se por uma área de 11,2 km². Em 2010 a comuna tinha 114 habitantes (densidade: 10,2 hab./km²).